# Населённые пункты Вологодской области в районах (от А до Б)
Населённые пункты Вологодской области в районах (от А до Б)
Численность населения сельских населённых пунктов приведена по данным переписи населения 2010 года, численность населения городских населённых пунктов (посёлков городского типа (рабочих посёлков) и городов) — по данным переписи по состоянию на 1 октября 2023 года.

## Районы

### Бабаевский
| №   | Населённый пункт  | Тип          | Население |
| --- | ----------------- | ------------ | --------- |
| 1   | Аганино           | деревня      | 5         |
| 2   | Аганино           | деревня      | 0         |
| 3   | Аксёново          | деревня      | 3         |
| 4   | Аксентьевская     | деревня      | 30        |
| 5   | Александровская   | деревня      | 43        |
| 6   | Александровская   | деревня      | 61        |
| 7   | Алексеевская      | деревня      | 7         |
| 8   | Амосово           | деревня      | 6         |
| 9   | Ананино           | деревня      | 34        |
| 10  | Ананино           | хутор        | 0         |
| 11  | Андроново         | деревня      | 0         |
| 12  | Антоновская       | деревня      | 3         |
| 13  | Апучево           | деревня      | 0         |
| 14  | Артёмово          | деревня      | 26        |
| 15  | Архангельское     | деревня      | 0         |
| 16  | Афанасово         | деревня      | 0         |
| 17  | Афанасово         | деревня      | 32        |
| 18  | Афанасьевская     | деревня      | 0         |
| 19  | Афонино           | деревня      | 0         |
| 20  | Бабаево           | город        | 11 646    |
| 21  | Балуево           | деревня      | 8         |
| 22  | Бардинское        | деревня      | 10        |
| 23  | Берег             | деревня      | 3         |
| 24  | Большая Пельпахта | деревня      | 0         |
| 25  | Большие Кипрецы   | деревня      | 0         |
| 26  | Большое Борилово  | деревня      | 13        |
| 27  | Борисово-Судское  | село         | 1688      |
| 28  | Ванда             | деревня      | 0         |
| 29  | Вантеево          | деревня      | 15        |
| 30  | Васильевское      | деревня      | 0         |
| 31  | Васильково        | деревня      | 0         |
| 32  | Васино            | деревня      | 0         |
| 33  | Васютино          | деревня      | 3         |
| 34  | Вашино            | деревня      | 0         |
| 35  | Веленидово        | деревня      | 0         |
| 36  | Великово          | деревня      | 9         |
| 37  | Верхневольск      | разъезд      | 27        |
| 38  | Верхневольский    | посёлок      | 211       |
| 39  | Верхний Конец     | деревня      | 24        |
| 40  | Верхняя Шома      | деревня      | 3         |
| 41  | Верховье          | деревня      | 9         |
| 42  | Вирино            | деревня      | 10        |
| 43  | Внина             | деревня      | 3         |
| 44  | Волкова           | деревня      | 57        |
| 45  | Волково           | деревня      | 55        |
| 46  | Володино          | деревня      | 419       |
| 47  | Ворохобино        | деревня      | 9         |
| 48  | Гашково           | деревня      | 3         |
| 49  | Гора              | деревня      | 0         |
| 50  | Горбачи           | посёлок      | 9         |
| 51  | Горбово           | деревня      | 0         |
| 52  | Горка             | деревня      | 92        |
| 53  | Горка             | деревня      | 6         |
| 54  | Горки             | деревня      | 6         |
| 55  | Горочка           | деревня      | 11        |
| 56  | Горы              | деревня      | 0         |
| 57  | Григорьевская     | деревня      | 6         |
| 58  | Гридино           | деревня      | 0         |
| 59  | Гридино           | деревня      | 0         |
| 60  | Гринёво           | деревня      | 33        |
| 61  | Гриньково         | деревня      | 0         |
| 62  | Давыдовка         | деревня      | 13        |
| 63  | Давыдово          | деревня      | 0         |
| 64  | Дедовец           | деревня      | 4         |
| 65  | Демшино           | деревня      | 0         |
| 66  | Дийково           | деревня      | 63        |
| 67  | Дубинино          | деревня      | 0         |
| 68  | Дубровка          | деревня      | 118       |
| 69  | Дудино            | деревня      | 18        |
| 70  | Дуново            | деревня      | 0         |
| 71  | Ельник            | деревня      | 0         |
| 72  | Заболотье         | деревня      | 44        |
| 73  | Заборье           | деревня      | 0         |
| 74  | Завод             | деревня      | 0         |
| 75  | Загривье          | деревня      | 37        |
| 76  | Задний Двор       | деревня      | 0         |
| 77  | Заельник          | деревня      | 0         |
| 78  | Замошье           | деревня      | 4         |
| 79  | Занино            | деревня      | 22        |
| 80  | Заполье           | деревня      | 116       |
| 81  | Заречье           | деревня      | 0         |
| 82  | Званец            | деревня      | 26        |
| 83  | Зворыкино         | деревня      | 0         |
| 84  | Ивановская        | деревня      | 3         |
| 85  | Игнатово          | деревня      | 0         |
| 86  | Игнатово          | деревня      | 15        |
| 87  | Игумново          | деревня      | 0         |
| 88  | Иевково           | деревня      | 28        |
| 89  | Ионино            | деревня      | 8         |
| 90  | Истомино          | деревня      | 3         |
| 91  | Калачево          | деревня      | 0         |
| 92  | Карасово          | деревня      | 75        |
| 93  | Карпово           | деревня      | 0         |
| 94  | Качалово          | деревня      | 0         |
| 95  | Керняшово         | деревня      | 26        |
| 96  | Керчаково         | деревня      | 0         |
| 97  | Киино             | деревня      | 112       |
| 98  | Кийно             | деревня      | 66        |
| 99  | Киндаево          | деревня      | 15        |
| 100 | Клавдино          | деревня      | 5         |
| 101 | Клюшово           | деревня      | 40        |
| 102 | Кобелево          | деревня      | 0         |
| 103 | Колошма           | посёлок      | 339       |
| 104 | Комарово          | деревня      | 0         |
| 105 | Комарово          | деревня      | 10        |
| 106 | Кондратово        | деревня      | 0         |
| 107 | Конец             | деревня      | 11        |
| 108 | Корнилово         | деревня      | 0         |
| 109 | Косино            | деревня      | 0         |
| 110 | Костеньково       | деревня      | 57        |
| 111 | Костино           | деревня      | 12        |
| 112 | Костино           | деревня      | 0         |
| 113 | Костяй            | деревня      | 9         |
| 114 | Красиково         | деревня      | 0         |
| 115 | Красная Гора      | деревня      | 24        |
| 116 | Красная Горка     | деревня      | 0         |
| 117 | Кузовлево         | деревня      | 0         |
| 118 | Кябелево          | деревня      | 4         |
| 119 | Лабино            | деревня      | 0         |
| 120 | Лабокша           | деревня      | 5         |
| 121 | Ладышкино         | деревня      | 0         |
| 122 | Лебедево          | деревня      | 5         |
| 123 | Логиново          | деревня      | 0         |
| 124 | Лукьяново         | деревня      | 10        |
| 125 | Лунево            | деревня      | 0         |
| 126 | Лыково            | деревня      | 12        |
| 127 | Любочская Горка   | деревня      | 15        |
| 128 | Лютомля           | деревня      | 26        |
| 129 | Макаровская       | деревня      | 0         |
| 130 | Макарьевская      | деревня      | 0         |
| 131 | Максимово         | деревня      | 0         |
| 132 | Малая Пельпахта   | деревня      | 0         |
| 133 | Малое Борилово    | деревня      | 0         |
| 134 | Малое Борисово    | деревня      | 88        |
| 135 | Малые Кипрецы     | деревня      | 0         |
| 136 | Мамаево           | деревня      | 39        |
| 137 | Мамоново          | деревня      | 9         |
| 138 | Марково           | деревня      | 6         |
| 139 | Маяк-Горка        | хутор        | 0         |
| 140 | Межерье           | деревня      | 0         |
| 141 | Минино            | деревня      | 0         |
| 142 | Морозово          | деревня      | 41        |
| 143 | Мятино            | деревня      | 11        |
| 144 | Назарово          | деревня      | 0         |
| 145 | Неверово          | деревня      | 18        |
| 146 | Некрасово         | деревня      | 6         |
| 147 | Нестерово         | деревня      | 0         |
| 148 | Нефедово          | деревня      | 3         |
| 149 | Нечаево           | деревня      | 0         |
| 150 | Нижний Конец      | деревня      | 7         |
| 151 | Нижняя Ножема     | посёлок      | 95        |
| 152 | Никитинская       | деревня      | 5         |
| 153 | Никольское        | деревня      | 24        |
| 154 | Никонова Гора     | деревня      | 20        |
| 155 | Никоново          | деревня      | 7         |
| 156 | Новая             | деревня      | 57        |
| 157 | Новая Деревня     | деревня      | 4         |
| 158 | Новая Старина     | деревня      | 224       |
| 159 | Новинка           | деревня      | 8         |
| 160 | Новинка           | деревня      | 5         |
| 161 | Новинка           | деревня      | 6         |
| 162 | Новое Лукино      | деревня      | 214       |
| 163 | Новополье         | деревня      | 0         |
| 164 | Новосерково       | деревня      | 72        |
| 165 | Носково           | деревня      | 48        |
| 166 | Овсянниково       | деревня      | 5         |
| 167 | Огрызово          | деревня      | 34        |
| 168 | Ольховик          | деревня      | 21        |
| 169 | Пальцево          | деревня      | 4         |
| 170 | Панкратово        | деревня      | 48        |
| 171 | Папино            | деревня      | 25        |
| 172 | Папино            | деревня      | 4         |
| 173 | Парфеево          | деревня      | 7         |
| 174 | Переходно         | деревня      | 3         |
| 175 | Петраково         | деревня      | 0         |
| 176 | Петраково         | деревня      | 0         |
| 177 | Петрово           | деревня      | 0         |
| 178 | Петряево          | деревня      | 15        |
| 179 | Плаксино          | деревня      | 0         |
| 180 | Плёсо             | деревня      | 51        |
| 181 | Плёсо             | посёлок      | 49        |
| 182 | Плоское           | деревня      | 0         |
| 183 | Погорелая         | деревня      | 9         |
| 184 | Подберезка        | деревня      | 50        |
| 185 | Пожара            | деревня      | 323       |
| 186 | Пожарища          | деревня      | 0         |
| 187 | Пожарище          | деревня      | 3         |
| 188 | Порошино          | деревня      | 92        |
| 189 | Пустошка          | деревня      | 0         |
| 190 | Пустошка          | деревня      | 0         |
| 191 | Пустошка          | деревня      | 8         |
| 192 | Пухтаево          | деревня      | 0         |
| 193 | Пяжелка           | посёлок      | 693       |
| 194 | Пячкалово         | деревня      | 0         |
| 195 | Рагозино          | деревня      | 5         |
| 196 | Ракуново          | деревня      | 49        |
| 197 | Савинская         | деревня      | 13        |
| 198 | Санинская         | деревня      | 324       |
| 199 | Саутино           | деревня      | 85        |
| 200 | Седуново          | деревня      | 4         |
| 201 | Селиверстово      | деревня      | 5         |
| 202 | Семёновская       | деревня      | 3         |
| 203 | Сергеево          | деревня      | 5         |
| 204 | Серково           | деревня      | 0         |
| 205 | Сидорово          | деревня      | 0         |
| 206 | Сиуч              | деревня      | 48        |
| 207 | Сиуч              | ж.д. станция | 16        |
| 208 | Слатинская        | деревня      | 25        |
| 209 | Слобода           | деревня      | 12        |
| 210 | Слобода           | деревня      | 8         |
| 211 | Слудно            | деревня      | 25        |
| 212 | Смородинка        | посёлок      | 419       |
| 213 | Сорка             | деревня      | 22        |
| 214 | Спирово           | деревня      | 5         |
| 215 | Стан              | деревня      | 15        |
| 216 | Стармуж           | деревня      | 8         |
| 217 | Старое Лукино     | деревня      | 0         |
| 218 | Старый Завод      | хутор        | 0         |
| 219 | Степаново         | деревня      | 0         |
| 220 | Стунино           | деревня      | 20        |
| 221 | Суворово          | деревня      | 27        |
| 222 | Судаково          | деревня      | 5         |
| 223 | Сумароково        | деревня      | 6         |
| 224 | Талашманиха       | деревня      | 10        |
| 225 | Тарасово          | деревня      | 4         |
| 226 | Тарасовская       | деревня      | 4         |
| 227 | Терехова          | деревня      | 10        |
| 228 | Тереховая         | деревня      | 55        |
| 229 | Терьково          | деревня      | 31        |
| 230 | Тешемля           | посёлок      | 145       |
| 231 | Тешемля           | ж.д. станция | #Н/Д      |
| 232 | Тимохино          | деревня      | 63        |
| 233 | Тимошино          | деревня      | 344       |
| 234 | Тимошкино         | посёлок      | 120       |
| 235 | Тимошкино         | деревня      | 7         |
| 236 | Тиняково          | деревня      | 13        |
| 237 | Токарево          | деревня      | 3         |
| 238 | Торопово          | деревня      | 433       |
| 239 | Третьяковская     | деревня      | 32        |
| 240 | Тупик             | посёлок      | 10        |
| 241 | Туржино           | деревня      | 5         |
| 242 | Тырпец            | деревня      | 0         |
| 243 | Угловая           | деревня      | 3         |
| 244 | Федьково          | деревня      | 0         |
| 245 | Федюнино          | деревня      | 0         |
| 246 | Фенчиково         | деревня      | 15        |
| 247 | Фоминская         | деревня      | 8         |
| 248 | Харино            | деревня      | 0         |
| 249 | Харчевня          | деревня      | 72        |
| 250 | Хрипелево         | деревня      | 0         |
| 251 | Худяково          | деревня      | 4         |
| 252 | Ципелево          | деревня      | 5         |
| 253 | Чащино            | деревня      | 0         |
| 254 | Чиково            | деревня      | 11        |
| 255 | Чистиково         | деревня      | 3         |
| 256 | Чубрино           | деревня      | 0         |
| 257 | Чуниково          | деревня      | 21        |
| 258 | Шарапова Горка    | деревня      | 17        |
| 259 | Шарапово          | деревня      | 10        |
| 260 | Шараповская Горка | деревня      | 3         |
| 261 | Шеино             | деревня      | 4         |
| 262 | Шилово            | деревня      | 0         |
| 263 | Ширяевская        | деревня      | 27        |
| 264 | Шогда             | деревня      | 32        |
| 265 | Щепье             | посёлок      | 28        |
| 266 | Яковлевская       | деревня      | 5         |
| 267 | Якутино           | деревня      | 12        |
| 268 | Янголохта         | деревня      | 41        |
| 269 | Янишево           | деревня      | 10        |
| 270 | Ярцево            | деревня      | 4         |
| 271 | Ясное             | посёлок      | 38        |

### Бабушкинский
В состав Бабушкинского муниципального района входят населённые пункты Бабушкинского района, а также 1 населённый пункт Грязовецкого района (посёлок Ида) и 1 населённый пункт Нюксенского района (посёлок Илезка).
| №   | Населённый пункт    | Тип     | Население                                                                                  |
| --- | ------------------- | ------- | ------------------------------------------------------------------------------------------ |
| 1   | Аксёново            | деревня | 9                                                                                          |
| 2   | Алексейково         | деревня | 31                                                                                         |
| 3   | Андреевское         | село    | 141                                                                                        |
| 4   | Аниково             | деревня | 100                                                                                        |
| 5   | Афаньково           | деревня | 22                                                                                         |
| 6   | Бабья               | деревня | 5                                                                                          |
| 7   | Безгачиха           | деревня | 171                                                                                        |
| 8   | Белехово            | деревня | 39                                                                                         |
| 9   | Белогорье           | деревня | 0                                                                                          |
| 10  | Белокрутец          | деревня | 16                                                                                         |
| 11  | Березовка           | посёлок | 240                                                                                        |
| 12  | Большой Двор        | деревня | 37                                                                                         |
| 13  | Борисово            | деревня | 5                                                                                          |
| 14  | Будьково            | деревня | 10                                                                                         |
| 15  | Бучиха              | деревня | 108                                                                                        |
| 16  | Варнавино           | деревня | 7                                                                                          |
| 17  | Васильево           | деревня | 179                                                                                        |
| 18  | Великий Двор        | деревня | 187                                                                                        |
| 19  | Верхотурье          | деревня | 24                                                                                         |
| 20  | Волгино             | деревня | 4                                                                                          |
| 21  | Воскресенское       | село    | 334                                                                                        |
| 22  | Высокая             | деревня | 0                                                                                          |
| 23  | Глебково            | деревня | 40                                                                                         |
| 24  | Горка               | деревня | 7                                                                                          |
| 25  | Горка               | деревня | 69                                                                                         |
| 26  | Горка               | деревня | 6                                                                                          |
| 27  | Городищево          | деревня | 59                                                                                         |
| 28  | Грива               | деревня | 3                                                                                          |
| 29  | Грозино             | деревня | 49                                                                                         |
| 30  | Грушино             | деревня | 0                                                                                          |
| 31  | Демьяновский Погост | деревня | 218                                                                                        |
| 32  | Демьянцево          | деревня | 6                                                                                          |
| 33  | Дмитриево           | деревня | 5                                                                                          |
| 34  | Дор                 | деревня | 13                                                                                         |
| 35  | Доркин Починок      | деревня | 13                                                                                         |
| 36  | Дресвяново          | деревня | 0                                                                                          |
| 37  | Дудкино             | деревня | 90                                                                                         |
| 38  | Душнево             | деревня | 67                                                                                         |
| 39  | Еремино             | деревня | 55                                                                                         |
| 40  | Жилкино             | деревня | 92                                                                                         |
| 41  | Житниково           | деревня | 0                                                                                          |
| 42  | Жубрино             | деревня | 194                                                                                        |
| 43  | Заборье             | деревня | 87                                                                                         |
| 44  | Зайчики             | посёлок | 480                                                                                        |
| 45  | Зеленик             | деревня | 14                                                                                         |
| 46  | Знамя               | посёлок | 4                                                                                          |
| 47  | Зубариха            | деревня | 0                                                                                          |
| 48  | имени Бабушкина     | село    | 3842                                                                                       |
| 49  | Исаково             | деревня | 21                                                                                         |
| 50  | Климовская          | деревня | 5                                                                                          |
| 51  | Ковшево             | деревня | 0                                                                                          |
| 52  | Кожухово            | деревня | 52                                                                                         |
| 53  | Козлец              | деревня | 120                                                                                        |
| 54  | Кокшарка            | деревня | 124                                                                                        |
| 55  | Комсомольский       | посёлок | 87                                                                                         |
| 56  | Коровенская         | деревня | 0                                                                                          |
| 57  | Королиха            | деревня | 0                                                                                          |
| 58  | Коршуниха           | деревня | 6                                                                                          |
| 59  | Косиково            | деревня | 149                                                                                        |
| 60  | Красота             | посёлок | 145                                                                                        |
| 61  | Крутец              | деревня | 30                                                                                         |
| 62  | Крюково             | деревня | 64                                                                                         |
| 63  | Кулибарово          | деревня | 229                                                                                        |
| 64  | Кунож               | посёлок | 263                                                                                        |
| 65  | Леваш               | деревня | 7                                                                                          |
| 66  | Легитово            | деревня | 0                                                                                          |
| 67  | Леденьга            | посёлок | 23                                                                                         |
| 68  | Лиственка           | деревня | 7                                                                                          |
| 69  | Логдуз              | деревня | 243                                                                                        |
| 70  | Лодочная            | деревня | 9                                                                                          |
| 71  | Лукерино            | деревня | 38                                                                                         |
| 72  | Льнозавод           | посёлок | 67                                                                                         |
| 73  | Ляменьга            | деревня | 57                                                                                         |
| 74  | Минькино            | деревня | 0                                                                                          |
| 75  | Миньково            | село    | 916                                                                                        |
| 76  | Митино              | деревня | 0                                                                                          |
| 77  | Мулино              | деревня | 8                                                                                          |
| 78  | Мумаиха             | деревня | 0                                                                                          |
| 79  | Муравьево           | деревня | 4                                                                                          |
| 80  | Нефедово            | деревня | 0                                                                                          |
| 81  | Николаево           | деревня | 32                                                                                         |
| 82  | Овсянниково         | деревня | 104                                                                                        |
| 83  | Павлово             | деревня | 0                                                                                          |
| 84  | Пендуз              | деревня | 0                                                                                          |
| 85  | Петухово            | деревня | 23                                                                                         |
| 86  | Плешкино            | деревня | 111                                                                                        |
| 87  | Погорелово          | деревня | 0                                                                                          |
| 88  | Подболотье          | деревня | 129                                                                                        |
| 89  | Подгорная           | деревня | 10                                                                                         |
| 90  | Подгорная           | деревня | 5                                                                                          |
| 91  | Пожарище            | деревня | 27                                                                                         |
| 92  | Полюдово            | деревня | 76                                                                                         |
| 93  | Попово              | деревня | 21                                                                                         |
| 94  | Починок             | деревня | 20                                                                                         |
| 95  | Починок             | деревня | 0                                                                                          |
| 96  | Проскурнино         | деревня | 6                                                                                          |
| 97  | Пустошь             | деревня | 5                                                                                          |
| 98  | Рослятино           | село    | 838                                                                                        |
| 99  | Рысенково           | деревня | 8                                                                                          |
| 100 | Свертнево           | деревня | 4                                                                                          |
| 101 | Сельская            | деревня | 8                                                                                          |
| 102 | Скоково             | деревня | 106                                                                                        |
| 103 | Скородумово         | деревня | 3                                                                                          |
| 104 | Сосновка            | деревня | 109                                                                                        |
| 105 | Стари               | деревня | 0                                                                                          |
| 106 | Степаньково         | деревня | 38                                                                                         |
| 107 | Суздалиха           | деревня | 52                                                                                         |
| 108 | Сумино              | деревня | 0                                                                                          |
| 109 | Суходолово          | деревня | 0                                                                                          |
| 110 | Талица              | деревня | 0                                                                                          |
| 111 | Тарабукино          | деревня | 12                                                                                         |
| 112 | Тевигино            | деревня | 18                                                                                         |
| 113 | Теляково            | деревня | 22                                                                                         |
| 114 | Терехово            | деревня | 5                                                                                          |
| 115 | Тиманова Гора       | деревня | 157                                                                                        |
| 116 | Тиноватка           | посёлок | 102                                                                                        |
| 117 | Тупаново            | деревня | 0                                                                                          |
| 118 | Фетинино            | деревня | 23                                                                                         |
| 119 | Харино              | деревня | 39                                                                                         |
| 120 | Холм                | деревня | 48                                                                                         |
| 121 | Челищево            | деревня | 37                                                                                         |
| 122 | Чупино              | деревня | 23                                                                                         |
| 123 | Шилово              | деревня | 4                                                                                          |
| 124 | Шонорово            | деревня | 10                                                                                         |
| 125 | Юркино              | деревня | 119                                                                                        |
| 126 | Юрманга             | посёлок | Получено слишком много сущностей из Викиданные. Количество загруженных сущностей: 400/400. |

### Белозерский
| №   | Населённый пункт   | Тип      | Население                                                                                  |
| --- | ------------------ | -------- | ------------------------------------------------------------------------------------------ |
| 1   | Агашино            | деревня  | Получено слишком много сущностей из Викиданные. Количество загруженных сущностей: 400/400. |
| 2   | Агеево             | деревня  | Получено слишком много сущностей из Викиданные. Количество загруженных сущностей: 400/400. |
| 3   | Акатьево           | деревня  | Получено слишком много сущностей из Викиданные. Количество загруженных сущностей: 400/400. |
| 4   | Акинино            | деревня  | Получено слишком много сущностей из Викиданные. Количество загруженных сущностей: 400/400. |
| 5   | Акишево            | деревня  | Получено слишком много сущностей из Викиданные. Количество загруженных сущностей: 400/400. |
| 6   | Алексино           | деревня  | Получено слишком много сущностей из Викиданные. Количество загруженных сущностей: 400/400. |
| 7   | Амосово            | деревня  | Получено слишком много сущностей из Викиданные. Количество загруженных сущностей: 400/400. |
| 8   | Анашкино           | деревня  | Получено слишком много сущностей из Викиданные. Количество загруженных сущностей: 400/400. |
| 9   | Анашкино           | деревня  | Получено слишком много сущностей из Викиданные. Количество загруженных сущностей: 400/400. |
| 10  | Ангозеро           | деревня  | Получено слишком много сущностей из Викиданные. Количество загруженных сущностей: 400/400. |
| 11  | Антоново           | деревня  | Получено слишком много сущностей из Викиданные. Количество загруженных сущностей: 400/400. |
| 12  | Антушево           | село     | Получено слишком много сущностей из Викиданные. Количество загруженных сущностей: 400/400. |
| 13  | Ануфриево          | деревня  | Получено слишком много сущностей из Викиданные. Количество загруженных сущностей: 400/400. |
| 14  | Аристово           | деревня  | Получено слишком много сущностей из Викиданные. Количество загруженных сущностей: 400/400. |
| 15  | Артюшино           | село     | Получено слишком много сущностей из Викиданные. Количество загруженных сущностей: 400/400. |
| 16  | Бакино             | деревня  | Получено слишком много сущностей из Викиданные. Количество загруженных сущностей: 400/400. |
| 17  | Бараково           | деревня  | Получено слишком много сущностей из Викиданные. Количество загруженных сущностей: 400/400. |
| 18  | Бекренево          | деревня  | Получено слишком много сущностей из Викиданные. Количество загруженных сущностей: 400/400. |
| 19  | Белозерск          | город    | Получено слишком много сущностей из Викиданные. Количество загруженных сущностей: 400/400. |
| 20  | Белый Ручей        | посёлок  | Получено слишком много сущностей из Викиданные. Количество загруженных сущностей: 400/400. |
| 21  | Березник           | деревня  | Получено слишком много сущностей из Викиданные. Количество загруженных сущностей: 400/400. |
| 22  | Березник           | деревня  | Получено слишком много сущностей из Викиданные. Количество загруженных сущностей: 400/400. |
| 23  | Березово           | деревня  | Получено слишком много сущностей из Викиданные. Количество загруженных сущностей: 400/400. |
| 24  | Бестужево          | деревня  | Получено слишком много сущностей из Викиданные. Количество загруженных сущностей: 400/400. |
| 25  | Бечевинка          | село     | Получено слишком много сущностей из Викиданные. Количество загруженных сущностей: 400/400. |
| 26  | Большие Краснова   | деревня  | Получено слишком много сущностей из Викиданные. Количество загруженных сущностей: 400/400. |
| 27  | Большие Новишки    | деревня  | Получено слишком много сущностей из Викиданные. Количество загруженных сущностей: 400/400. |
| 28  | Большое Заречье    | деревня  | Получено слишком много сущностей из Викиданные. Количество загруженных сущностей: 400/400. |
| 29  | Большое Кожино     | деревня  | Получено слишком много сущностей из Викиданные. Количество загруженных сущностей: 400/400. |
| 30  | Большое Третьяково | деревня  | Получено слишком много сущностей из Викиданные. Количество загруженных сущностей: 400/400. |
| 31  | Большой Двор-1     | деревня  | Получено слишком много сущностей из Викиданные. Количество загруженных сущностей: 400/400. |
| 32  | Борково            | деревня  | Получено слишком много сущностей из Викиданные. Количество загруженных сущностей: 400/400. |
| 33  | Борок              | деревня  | Получено слишком много сущностей из Викиданные. Количество загруженных сущностей: 400/400. |
| 34  | Боярская           | деревня  | Получено слишком много сущностей из Викиданные. Количество загруженных сущностей: 400/400. |
| 35  | Буброво            | деревня  | Получено слишком много сущностей из Викиданные. Количество загруженных сущностей: 400/400. |
| 36  | Буозеро            | деревня  | Получено слишком много сущностей из Викиданные. Количество загруженных сущностей: 400/400. |
| 37  | Ванютино           | деревня  | Получено слишком много сущностей из Викиданные. Количество загруженных сущностей: 400/400. |
| 38  | Васютино           | деревня  | Получено слишком много сущностей из Викиданные. Количество загруженных сущностей: 400/400. |
| 39  | Ватаманово         | деревня  | Получено слишком много сущностей из Викиданные. Количество загруженных сущностей: 400/400. |
| 40  | Великое Село       | деревня  | Получено слишком много сущностей из Викиданные. Количество загруженных сущностей: 400/400. |
| 41  | Верегонец          | деревня  | Получено слишком много сущностей из Викиданные. Количество загруженных сущностей: 400/400. |
| 42  | Верещагино         | деревня  | Получено слишком много сущностей из Викиданные. Количество загруженных сущностей: 400/400. |
| 43  | Вертино            | деревня  | Получено слишком много сущностей из Викиданные. Количество загруженных сущностей: 400/400. |
| 44  | Верхняя Мондома    | деревня  | Получено слишком много сущностей из Викиданные. Количество загруженных сущностей: 400/400. |
| 45  | Верховье           | деревня  | Получено слишком много сущностей из Викиданные. Количество загруженных сущностей: 400/400. |
| 46  | Визьма             | посёлок  | Получено слишком много сущностей из Викиданные. Количество загруженных сущностей: 400/400. |
| 47  | Воздвиженье        | деревня  | Получено слишком много сущностей из Викиданные. Количество загруженных сущностей: 400/400. |
| 48  | Возмозеро          | деревня  | Получено слишком много сущностей из Викиданные. Количество загруженных сущностей: 400/400. |
| 49  | Волково            | деревня  | Получено слишком много сущностей из Викиданные. Количество загруженных сущностей: 400/400. |
| 50  | Высокая Гора       | деревня  | Получено слишком много сущностей из Викиданные. Количество загруженных сущностей: 400/400. |
| 51  | Гаврино            | деревня  | Получено слишком много сущностей из Викиданные. Количество загруженных сущностей: 400/400. |
| 52  | Ганютино           | деревня  | Получено слишком много сущностей из Викиданные. Количество загруженных сущностей: 400/400. |
| 53  | Георгиевское       | село     | Получено слишком много сущностей из Викиданные. Количество загруженных сущностей: 400/400. |
| 54  | Глебово            | деревня  | Получено слишком много сущностей из Викиданные. Количество загруженных сущностей: 400/400. |
| 55  | Глушково           | деревня  | Получено слишком много сущностей из Викиданные. Количество загруженных сущностей: 400/400. |
| 56  | Гора               | деревня  | Получено слишком много сущностей из Викиданные. Количество загруженных сущностей: 400/400. |
| 57  | Гора               | деревня  | Получено слишком много сущностей из Викиданные. Количество загруженных сущностей: 400/400. |
| 58  | Гора               | деревня  | Получено слишком много сущностей из Викиданные. Количество загруженных сущностей: 400/400. |
| 59  | Горбуша            | деревня  | Получено слишком много сущностей из Викиданные. Количество загруженных сущностей: 400/400. |
| 60  | Горка-1            | деревня  | Получено слишком много сущностей из Викиданные. Количество загруженных сущностей: 400/400. |
| 61  | Горка-2            | деревня  | Получено слишком много сущностей из Викиданные. Количество загруженных сущностей: 400/400. |
| 62  | Гридино            | деревня  | Получено слишком много сущностей из Викиданные. Количество загруженных сущностей: 400/400. |
| 63  | Гришино            | деревня  | Получено слишком много сущностей из Викиданные. Количество загруженных сущностей: 400/400. |
| 64  | Гришкино           | деревня  | Получено слишком много сущностей из Викиданные. Количество загруженных сущностей: 400/400. |
| 65  | Губа               | деревня  | Получено слишком много сущностей из Викиданные. Количество загруженных сущностей: 400/400. |
| 66  | Гулино             | деревня  | Получено слишком много сущностей из Викиданные. Количество загруженных сущностей: 400/400. |
| 67  | Давыдовская        | деревня  | Получено слишком много сущностей из Викиданные. Количество загруженных сущностей: 400/400. |
| 68  | Данилово           | деревня  | Получено слишком много сущностей из Викиданные. Количество загруженных сущностей: 400/400. |
| 69  | Демешево           | хутор    | Получено слишком много сущностей из Викиданные. Количество загруженных сущностей: 400/400. |
| 70  | Десятовская        | деревня  | Получено слишком много сущностей из Викиданные. Количество загруженных сущностей: 400/400. |
| 71  | Домнино            | деревня  | Получено слишком много сущностей из Викиданные. Количество загруженных сущностей: 400/400. |
| 72  | Драницыно          | деревня  | Получено слишком много сущностей из Викиданные. Количество загруженных сущностей: 400/400. |
| 73  | Дресвянка          | деревня  | Получено слишком много сущностей из Викиданные. Количество загруженных сущностей: 400/400. |
| 74  | Екимово            | деревня  | Получено слишком много сущностей из Викиданные. Количество загруженных сущностей: 400/400. |
| 75  | Елино              | деревня  | Получено слишком много сущностей из Викиданные. Количество загруженных сущностей: 400/400. |
| 76  | Емельяновская      | деревня  | Получено слишком много сущностей из Викиданные. Количество загруженных сущностей: 400/400. |
| 77  | Енино              | деревня  | Получено слишком много сущностей из Викиданные. Количество загруженных сущностей: 400/400. |
| 78  | Еремеево           | деревня  | Получено слишком много сущностей из Викиданные. Количество загруженных сущностей: 400/400. |
| 79  | Ершово             | деревня  | Получено слишком много сущностей из Викиданные. Количество загруженных сущностей: 400/400. |
| 80  | Есино              | деревня  | Получено слишком много сущностей из Викиданные. Количество загруженных сущностей: 400/400. |
| 81  | Есипово            | деревня  | Получено слишком много сущностей из Викиданные. Количество загруженных сущностей: 400/400. |
| 82  | Жидково            | деревня  | Получено слишком много сущностей из Викиданные. Количество загруженных сущностей: 400/400. |
| 83  | Задняя             | деревня  | Получено слишком много сущностей из Викиданные. Количество загруженных сущностей: 400/400. |
| 84  | Замошье            | деревня  | Получено слишком много сущностей из Викиданные. Количество загруженных сущностей: 400/400. |
| 85  | Зарецкая           | деревня  | Получено слишком много сущностей из Викиданные. Количество загруженных сущностей: 400/400. |
| 86  | Звоз               | деревня  | Получено слишком много сущностей из Викиданные. Количество загруженных сущностей: 400/400. |
| 87  | Зининская          | деревня  | Получено слишком много сущностей из Викиданные. Количество загруженных сущностей: 400/400. |
| 88  | Зорино             | деревня  | Получено слишком много сущностей из Викиданные. Количество загруженных сущностей: 400/400. |
| 89  | Зубово             | деревня  | Получено слишком много сущностей из Викиданные. Количество загруженных сущностей: 400/400. |
| 90  | Зубово             | село     | Получено слишком много сущностей из Викиданные. Количество загруженных сущностей: 400/400. |
| 91  | Иваново            | деревня  | Получено слишком много сущностей из Викиданные. Количество загруженных сущностей: 400/400. |
| 92  | Ивановская         | деревня  | Получено слишком много сущностей из Викиданные. Количество загруженных сущностей: 400/400. |
| 93  | Ивановский         | посёлок  | Получено слишком много сущностей из Викиданные. Количество загруженных сущностей: 400/400. |
| 94  | Ивановское         | село     | Получено слишком много сущностей из Викиданные. Количество загруженных сущностей: 400/400. |
| 95  | Ивантеево          | деревня  | Получено слишком много сущностей из Викиданные. Количество загруженных сущностей: 400/400. |
| 96  | Иваньково          | деревня  | Получено слишком много сущностей из Викиданные. Количество загруженных сущностей: 400/400. |
| 97  | Иглино             | деревня  | Получено слишком много сущностей из Викиданные. Количество загруженных сущностей: 400/400. |
| 98  | Илево              | деревня  | Получено слишком много сущностей из Викиданные. Количество загруженных сущностей: 400/400. |
| 99  | Искрино            | деревня  | Получено слишком много сущностей из Викиданные. Количество загруженных сущностей: 400/400. |
| 100 | Иштомар            | деревня  | Получено слишком много сущностей из Викиданные. Количество загруженных сущностей: 400/400. |
| 101 | Калинино           | деревня  | Получено слишком много сущностей из Викиданные. Количество загруженных сущностей: 400/400. |
| 102 | Калиновка          | деревня  | Получено слишком много сущностей из Викиданные. Количество загруженных сущностей: 400/400. |
| 103 | Каменник           | деревня  | Получено слишком много сущностей из Викиданные. Количество загруженных сущностей: 400/400. |
| 104 | Карголом           | хутор    | Получено слишком много сущностей из Викиданные. Количество загруженных сущностей: 400/400. |
| 105 | Каргулино          | посёлок  | Получено слишком много сущностей из Викиданные. Количество загруженных сущностей: 400/400. |
| 106 | Карл Либкнехт      | деревня  | Получено слишком много сущностей из Викиданные. Количество загруженных сущностей: 400/400. |
| 107 | Карпово            | деревня  | Получено слишком много сущностей из Викиданные. Количество загруженных сущностей: 400/400. |
| 108 | Карпово            | деревня  | Получено слишком много сущностей из Викиданные. Количество загруженных сущностей: 400/400. |
| 109 | Катилово           | деревня  | Получено слишком много сущностей из Викиданные. Количество загруженных сущностей: 400/400. |
| 110 | Кашкино            | деревня  | Получено слишком много сущностей из Викиданные. Количество загруженных сущностей: 400/400. |
| 111 | Кема               | деревня  | Получено слишком много сущностей из Викиданные. Количество загруженных сущностей: 400/400. |
| 112 | Кирьяновская       | деревня  | Получено слишком много сущностей из Викиданные. Количество загруженных сущностей: 400/400. |
| 113 | Климшин Бор        | деревня  | Получено слишком много сущностей из Викиданные. Количество загруженных сущностей: 400/400. |
| 114 | Ключи              | деревня  | Получено слишком много сущностей из Викиданные. Количество загруженных сущностей: 400/400. |
| 115 | Ковжа              | местечко | Получено слишком много сущностей из Викиданные. Количество загруженных сущностей: 400/400. |
| 116 | Колодино           | деревня  | Получено слишком много сущностей из Викиданные. Количество загруженных сущностей: 400/400. |
| 117 | Конец Мондра       | деревня  | Получено слишком много сущностей из Викиданные. Количество загруженных сущностей: 400/400. |
| 118 | Коновалово         | деревня  | Получено слишком много сущностей из Викиданные. Количество загруженных сущностей: 400/400. |
| 119 | Корково            | деревня  | Получено слишком много сущностей из Викиданные. Количество загруженных сущностей: 400/400. |
| 120 | Коровино           | деревня  | Получено слишком много сущностей из Викиданные. Количество загруженных сущностей: 400/400. |
| 121 | Костино            | деревня  | Получено слишком много сущностей из Викиданные. Количество загруженных сущностей: 400/400. |
| 122 | Костино            | деревня  | Получено слишком много сущностей из Викиданные. Количество загруженных сущностей: 400/400. |
| 123 | Кузнецово          | деревня  | Получено слишком много сущностей из Викиданные. Количество загруженных сущностей: 400/400. |
| 124 | Кузнечиха          | деревня  | Получено слишком много сущностей из Викиданные. Количество загруженных сущностей: 400/400. |
| 125 | Кузьминка          | деревня  | Получено слишком много сущностей из Викиданные. Количество загруженных сущностей: 400/400. |
| 126 | Кукина Гора        | деревня  | Получено слишком много сущностей из Викиданные. Количество загруженных сущностей: 400/400. |
| 127 | Кукшево            | деревня  | Получено слишком много сущностей из Викиданные. Количество загруженных сущностей: 400/400. |
| 128 | Куность            | село     | Получено слишком много сущностей из Викиданные. Количество загруженных сущностей: 400/400. |
| 129 | Курдюг             | посёлок  | Получено слишком много сущностей из Викиданные. Количество загруженных сущностей: 400/400. |
| 130 | Курягино           | деревня  | Получено слишком много сущностей из Викиданные. Количество загруженных сущностей: 400/400. |
| 131 | Лаврово            | посёлок  | Получено слишком много сущностей из Викиданные. Количество загруженных сущностей: 400/400. |
| 132 | Лаврушино          | деревня  | Получено слишком много сущностей из Викиданные. Количество загруженных сущностей: 400/400. |
| 133 | Лапино             | деревня  | Получено слишком много сущностей из Викиданные. Количество загруженных сущностей: 400/400. |
| 134 | Левково            | деревня  | Получено слишком много сущностей из Викиданные. Количество загруженных сущностей: 400/400. |
| 135 | Ленино             | деревня  | Получено слишком много сущностей из Викиданные. Количество загруженных сущностей: 400/400. |
| 136 | Лесуково           | деревня  | Получено слишком много сущностей из Викиданные. Количество загруженных сущностей: 400/400. |
| 137 | Линяково           | деревня  | Получено слишком много сущностей из Викиданные. Количество загруженных сущностей: 400/400. |
| 138 | Лохта              | деревня  | Получено слишком много сущностей из Викиданные. Количество загруженных сущностей: 400/400. |
| 139 | Лукино             | деревня  | Получено слишком много сущностей из Викиданные. Количество загруженных сущностей: 400/400. |
| 140 | Лукьяново          | деревня  | Получено слишком много сущностей из Викиданные. Количество загруженных сущностей: 400/400. |
| 141 | Лундино            | деревня  | Получено слишком много сущностей из Викиданные. Количество загруженных сущностей: 400/400. |
| 142 | Максимово          | деревня  | Получено слишком много сущностей из Викиданные. Количество загруженных сущностей: 400/400. |
| 143 | Максимово          | деревня  | Получено слишком много сущностей из Викиданные. Количество загруженных сущностей: 400/400. |
| 144 | Малое Заречье      | деревня  | Получено слишком много сущностей из Викиданные. Количество загруженных сущностей: 400/400. |
| 145 | Малое Кожино       | деревня  | Получено слишком много сущностей из Викиданные. Количество загруженных сущностей: 400/400. |
| 146 | Малое Третьяково   | деревня  | Получено слишком много сущностей из Викиданные. Количество загруженных сущностей: 400/400. |
| 147 | Малые Краснова     | деревня  | Получено слишком много сущностей из Викиданные. Количество загруженных сущностей: 400/400. |
| 148 | Малютино           | деревня  | Получено слишком много сущностей из Викиданные. Количество загруженных сущностей: 400/400. |
| 149 | Марково            | деревня  | Получено слишком много сущностей из Викиданные. Количество загруженных сущностей: 400/400. |
| 150 | Марково            | деревня  | Получено слишком много сущностей из Викиданные. Количество загруженных сущностей: 400/400. |
| 151 | Мартыново          | деревня  | Получено слишком много сущностей из Викиданные. Количество загруженных сущностей: 400/400. |
| 152 | Маслово            | деревня  | Получено слишком много сущностей из Викиданные. Количество загруженных сущностей: 400/400. |
| 153 | Маэкса             | село     | Получено слишком много сущностей из Викиданные. Количество загруженных сущностей: 400/400. |
| 154 | Мегринский         | посёлок  | Получено слишком много сущностей из Викиданные. Количество загруженных сущностей: 400/400. |
| 155 | Меросла            | деревня  | Получено слишком много сущностей из Викиданные. Количество загруженных сущностей: 400/400. |
| 156 | Мироново           | деревня  | Получено слишком много сущностей из Викиданные. Количество загруженных сущностей: 400/400. |
| 157 | Митино             | деревня  | Получено слишком много сущностей из Викиданные. Количество загруженных сущностей: 400/400. |
| 158 | Михалёво           | деревня  | Получено слишком много сущностей из Викиданные. Количество загруженных сущностей: 400/400. |
| 159 | Мишино             | деревня  | Получено слишком много сущностей из Викиданные. Количество загруженных сущностей: 400/400. |
| 160 | Мишино             | деревня  | Получено слишком много сущностей из Викиданные. Количество загруженных сущностей: 400/400. |
| 161 | Молино             | деревня  | Получено слишком много сущностей из Викиданные. Количество загруженных сущностей: 400/400. |
| 162 | Монастырская       | деревня  | Получено слишком много сущностей из Викиданные. Количество загруженных сущностей: 400/400. |
| 163 | Москвино           | деревня  | Получено слишком много сущностей из Викиданные. Количество загруженных сущностей: 400/400. |
| 164 | Мыс                | деревня  | Получено слишком много сущностей из Викиданные. Количество загруженных сущностей: 400/400. |
| 165 | Мыстино            | деревня  | Получено слишком много сущностей из Викиданные. Количество загруженных сущностей: 400/400. |
| 166 | Надкобово          | деревня  | Получено слишком много сущностей из Викиданные. Количество загруженных сущностей: 400/400. |
| 167 | Нефедово           | деревня  | Получено слишком много сущностей из Викиданные. Количество загруженных сущностей: 400/400. |
| 168 | Нижний Двор        | деревня  | Получено слишком много сущностей из Викиданные. Количество загруженных сущностей: 400/400. |
| 169 | Нижняя Мондома     | посёлок  | Получено слишком много сущностей из Викиданные. Количество загруженных сущностей: 400/400. |
| 170 | Никиткино          | деревня  | Получено слишком много сущностей из Викиданные. Количество загруженных сущностей: 400/400. |
| 171 | Николаево          | деревня  | Получено слишком много сущностей из Викиданные. Количество загруженных сущностей: 400/400. |
| 172 | Никоновская        | деревня  | Получено слишком много сущностей из Викиданные. Количество загруженных сущностей: 400/400. |
| 173 | Никоновская        | деревня  | Получено слишком много сущностей из Викиданные. Количество загруженных сущностей: 400/400. |
| 174 | Ново               | деревня  | Получено слишком много сущностей из Викиданные. Количество загруженных сущностей: 400/400. |
| 175 | Ново               | деревня  | Получено слишком много сущностей из Викиданные. Количество загруженных сущностей: 400/400. |
| 176 | Новомаксимово      | деревня  | Получено слишком много сущностей из Викиданные. Количество загруженных сущностей: 400/400. |
| 177 | Олькино            | деревня  | Получено слишком много сущностей из Викиданные. Количество загруженных сущностей: 400/400. |
| 178 | Орлово             | деревня  | Получено слишком много сущностей из Викиданные. Количество загруженных сущностей: 400/400. |
| 179 | Остров             | деревня  | Получено слишком много сущностей из Викиданные. Количество загруженных сущностей: 400/400. |
| 180 | Остров Сладкий     | деревня  | Получено слишком много сущностей из Викиданные. Количество загруженных сущностей: 400/400. |
| 181 | Остюнино           | деревня  | Получено слишком много сущностей из Викиданные. Количество загруженных сущностей: 400/400. |
| 182 | Павлово            | деревня  | Получено слишком много сущностей из Викиданные. Количество загруженных сущностей: 400/400. |
| 183 | Палкино            | деревня  | Получено слишком много сущностей из Викиданные. Количество загруженных сущностей: 400/400. |
| 184 | Пальцево           | деревня  | Получено слишком много сущностей из Викиданные. Количество загруженных сущностей: 400/400. |
| 185 | Панево             | деревня  | Получено слишком много сущностей из Викиданные. Количество загруженных сущностей: 400/400. |
| 186 | Панинская          | деревня  | Получено слишком много сущностей из Викиданные. Количество загруженных сущностей: 400/400. |
| 187 | Панкратовка        | деревня  | Получено слишком много сущностей из Викиданные. Количество загруженных сущностей: 400/400. |
| 188 | Паньково           | деревня  | Получено слишком много сущностей из Викиданные. Количество загруженных сущностей: 400/400. |
| 189 | Паутово            | деревня  | Получено слишком много сущностей из Викиданные. Количество загруженных сущностей: 400/400. |
| 190 | Передовик          | местечно | Получено слишком много сущностей из Викиданные. Количество загруженных сущностей: 400/400. |
| 191 | Перкумзь           | деревня  | Получено слишком много сущностей из Викиданные. Количество загруженных сущностей: 400/400. |
| 192 | Перхлойда          | деревня  | Получено слишком много сущностей из Викиданные. Количество загруженных сущностей: 400/400. |
| 193 | Перховта           | деревня  | Получено слишком много сущностей из Викиданные. Количество загруженных сущностей: 400/400. |
| 194 | Першково           | деревня  | Получено слишком много сущностей из Викиданные. Количество загруженных сущностей: 400/400. |
| 195 | Пиндино            | деревня  | Получено слишком много сущностей из Викиданные. Количество загруженных сущностей: 400/400. |
| 196 | Плоское            | деревня  | Получено слишком много сущностей из Викиданные. Количество загруженных сущностей: 400/400. |
| 197 | Подгорье           | деревня  | Получено слишком много сущностей из Викиданные. Количество загруженных сущностей: 400/400. |
| 198 | Подсосенье         | деревня  | Получено слишком много сущностей из Викиданные. Количество загруженных сущностей: 400/400. |
| 199 | Поленовская        | деревня  | Получено слишком много сущностей из Викиданные. Количество загруженных сущностей: 400/400. |
| 200 | Полынино           | деревня  | Получено слишком много сущностей из Викиданные. Количество загруженных сущностей: 400/400. |
| 201 | Поповка            | деревня  | Получено слишком много сущностей из Викиданные. Количество загруженных сущностей: 400/400. |
| 202 | Поповка            | местечко | Получено слишком много сущностей из Викиданные. Количество загруженных сущностей: 400/400. |
| 203 | Поповка            | деревня  | Получено слишком много сущностей из Викиданные. Количество загруженных сущностей: 400/400. |
| 204 | Попово             | деревня  | Получено слишком много сущностей из Викиданные. Количество загруженных сущностей: 400/400. |
| 205 | Потеряево          | деревня  | Получено слишком много сущностей из Викиданные. Количество загруженных сущностей: 400/400. |
| 206 | Прибой             | деревня  | Получено слишком много сущностей из Викиданные. Количество загруженных сущностей: 400/400. |
| 207 | Прокино            | деревня  | Получено слишком много сущностей из Викиданные. Количество загруженных сущностей: 400/400. |
| 208 | Пронево            | деревня  | Получено слишком много сущностей из Викиданные. Количество загруженных сущностей: 400/400. |
| 209 | Пушкино            | деревня  | Получено слишком много сущностей из Викиданные. Количество загруженных сущностей: 400/400. |
| 210 | Пушкино            | деревня  | Получено слишком много сущностей из Викиданные. Количество загруженных сущностей: 400/400. |
| 211 | Пяшница            | деревня  | Получено слишком много сущностей из Викиданные. Количество загруженных сущностей: 400/400. |
| 212 | Рагозино           | деревня  | Получено слишком много сущностей из Викиданные. Количество загруженных сущностей: 400/400. |
| 213 | Рожаево            | деревня  | Получено слишком много сущностей из Викиданные. Количество загруженных сущностей: 400/400. |
| 214 | Росляково          | деревня  | Получено слишком много сущностей из Викиданные. Количество загруженных сущностей: 400/400. |
| 215 | Ростани            | деревня  | Получено слишком много сущностей из Викиданные. Количество загруженных сущностей: 400/400. |
| 216 | Рощино             | деревня  | Получено слишком много сущностей из Викиданные. Количество загруженных сущностей: 400/400. |
| 217 | Рыбница            | деревня  | Получено слишком много сущностей из Викиданные. Количество загруженных сущностей: 400/400. |
| 218 | Рыхлянда           | деревня  | Получено слишком много сущностей из Викиданные. Количество загруженных сущностей: 400/400. |
| 219 | Рябово             | деревня  | Получено слишком много сущностей из Викиданные. Количество загруженных сущностей: 400/400. |
| 220 | Савино             | деревня  | Получено слишком много сущностей из Викиданные. Количество загруженных сущностей: 400/400. |
| 221 | Савино             | деревня  | Получено слишком много сущностей из Викиданные. Количество загруженных сущностей: 400/400. |
| 222 | Садовая            | деревня  | Получено слишком много сущностей из Викиданные. Количество загруженных сущностей: 400/400. |
| 223 | Сафроново          | деревня  | Получено слишком много сущностей из Викиданные. Количество загруженных сущностей: 400/400. |
| 224 | Семеино            | деревня  | Получено слишком много сущностей из Викиданные. Количество загруженных сущностей: 400/400. |
| 225 | Семкино            | деревня  | Получено слишком много сущностей из Викиданные. Количество загруженных сущностей: 400/400. |
| 226 | Сенькино           | деревня  | Получено слишком много сущностей из Викиданные. Количество загруженных сущностей: 400/400. |
| 227 | Сидорово           | деревня  | Получено слишком много сущностей из Викиданные. Количество загруженных сущностей: 400/400. |
| 228 | Силькино           | деревня  | Получено слишком много сущностей из Викиданные. Количество загруженных сущностей: 400/400. |
| 229 | Слобода            | деревня  | Получено слишком много сущностей из Викиданные. Количество загруженных сущностей: 400/400. |
| 230 | Смолино            | деревня  | Получено слишком много сущностей из Викиданные. Количество загруженных сущностей: 400/400. |
| 231 | Сосновый Бор       | деревня  | Получено слишком много сущностей из Викиданные. Количество загруженных сущностей: 400/400. |
| 232 | Софиевка           | деревня  | Получено слишком много сущностей из Викиданные. Количество загруженных сущностей: 400/400. |
| 233 | Средняя            | деревня  | Получено слишком много сущностей из Викиданные. Количество загруженных сущностей: 400/400. |
| 234 | Средняя            | деревня  | Получено слишком много сущностей из Викиданные. Количество загруженных сущностей: 400/400. |
| 235 | Старое Село        | деревня  | Получено слишком много сущностей из Викиданные. Количество загруженных сущностей: 400/400. |
| 236 | Старое Село        | деревня  | Получено слишком много сущностей из Викиданные. Количество загруженных сущностей: 400/400. |
| 237 | Тарасово           | деревня  | Получено слишком много сущностей из Викиданные. Количество загруженных сущностей: 400/400. |
| 238 | Тарасово           | деревня  | Получено слишком много сущностей из Викиданные. Количество загруженных сущностей: 400/400. |
| 239 | Таршинская         | деревня  | Получено слишком много сущностей из Викиданные. Количество загруженных сущностей: 400/400. |
| 240 | Текарево           | деревня  | Получено слишком много сущностей из Викиданные. Количество загруженных сущностей: 400/400. |
| 241 | Тимонино           | деревня  | Получено слишком много сущностей из Викиданные. Количество загруженных сущностей: 400/400. |
| 242 | Тимофеевская       | деревня  | Получено слишком много сущностей из Викиданные. Количество загруженных сущностей: 400/400. |
| 243 | Титово             | деревня  | Получено слишком много сущностей из Викиданные. Количество загруженных сущностей: 400/400. |
| 244 | Томашино           | деревня  | Получено слишком много сущностей из Викиданные. Количество загруженных сущностей: 400/400. |
| 245 | Трунино            | деревня  | Получено слишком много сущностей из Викиданные. Количество загруженных сущностей: 400/400. |
| 246 | Туриково           | деревня  | Получено слишком много сущностей из Викиданные. Количество загруженных сущностей: 400/400. |
| 247 | Угол               | деревня  | Получено слишком много сущностей из Викиданные. Количество загруженных сущностей: 400/400. |
| 248 | Ульянкино          | деревня  | Получено слишком много сущностей из Викиданные. Количество загруженных сущностей: 400/400. |
| 249 | Урицкое            | село     | Получено слишком много сущностей из Викиданные. Количество загруженных сущностей: 400/400. |
| 250 | Урозеро            | деревня  | Получено слишком много сущностей из Викиданные. Количество загруженных сущностей: 400/400. |
| 251 | Устье              | деревня  | Получено слишком много сущностей из Викиданные. Количество загруженных сущностей: 400/400. |
| 252 | Устье              | деревня  | Получено слишком много сущностей из Викиданные. Количество загруженных сущностей: 400/400. |
| 253 | Фёдоровская        | деревня  | Получено слишком много сущностей из Викиданные. Количество загруженных сущностей: 400/400. |
| 254 | Федотово           | деревня  | Получено слишком много сущностей из Викиданные. Количество загруженных сущностей: 400/400. |
| 255 | Федурино           | деревня  | Получено слишком много сущностей из Викиданные. Количество загруженных сущностей: 400/400. |
| 256 | Фетинино           | деревня  | Получено слишком много сущностей из Викиданные. Количество загруженных сущностей: 400/400. |
| 257 | Филино             | деревня  | Получено слишком много сущностей из Викиданные. Количество загруженных сущностей: 400/400. |
| 258 | Филяево            | деревня  | Получено слишком много сущностей из Викиданные. Количество загруженных сущностей: 400/400. |
| 259 | Фокино             | деревня  | Получено слишком много сущностей из Викиданные. Количество загруженных сущностей: 400/400. |
| 260 | Харшино            | деревня  | Получено слишком много сущностей из Викиданные. Количество загруженных сущностей: 400/400. |
| 261 | Хлопузово          | деревня  | Получено слишком много сущностей из Викиданные. Количество загруженных сущностей: 400/400. |
| 262 | Царево             | деревня  | Получено слишком много сущностей из Викиданные. Количество загруженных сущностей: 400/400. |
| 263 | Чайка              | деревня  | Получено слишком много сущностей из Викиданные. Количество загруженных сущностей: 400/400. |
| 264 | Черково            | деревня  | Получено слишком много сущностей из Викиданные. Количество загруженных сущностей: 400/400. |
| 265 | Чикалевка          | деревня  | Получено слишком много сущностей из Викиданные. Количество загруженных сущностей: 400/400. |
| 266 | Чикиево            | деревня  | Получено слишком много сущностей из Викиданные. Количество загруженных сущностей: 400/400. |
| 267 | Чирок              | деревня  | Получено слишком много сущностей из Викиданные. Количество загруженных сущностей: 400/400. |
| 268 | Чулково            | деревня  | Получено слишком много сущностей из Викиданные. Количество загруженных сущностей: 400/400. |
| 269 | Шейкино            | деревня  | Получено слишком много сущностей из Викиданные. Количество загруженных сущностей: 400/400. |
| 270 | Шолгумзь           | деревня  | Получено слишком много сущностей из Викиданные. Количество загруженных сущностей: 400/400. |
| 271 | Шубач              | деревня  | Получено слишком много сущностей из Викиданные. Количество загруженных сущностей: 400/400. |
| 272 | Юрино              | деревня  | Получено слишком много сущностей из Викиданные. Количество загруженных сущностей: 400/400. |
| 273 | Юрино              | деревня  | Получено слишком много сущностей из Викиданные. Количество загруженных сущностей: 400/400. |
| 274 | Яковлево           | деревня  | Получено слишком много сущностей из Викиданные. Количество загруженных сущностей: 400/400. |
| 275 | Якунино            | деревня  | Получено слишком много сущностей из Викиданные. Количество загруженных сущностей: 400/400. |
| 276 | Якутино            | деревня  | Получено слишком много сущностей из Викиданные. Количество загруженных сущностей: 400/400. |
| 277 | Ямская             | деревня  | Получено слишком много сущностей из Викиданные. Количество загруженных сущностей: 400/400. |